# Dragon 2
El SpaceX Dragon 2 es una clase de nave espacial parcialmente reutilizable desarrollada y fabricada por la compañía estadounidense SpaceX para sustituir a la Dragon 1, una nave espacial de carga también reutilizable. Cuenta con dos variantes: Crew Dragon, una cápsula espacial capaz de transportar hasta siete astronautas, y Cargo Dragon, un reemplazo actualizado de la Dragon original. La nave espacial queda planeada para ser lanzada sobre un cohete Falcon 9 Block 5 y regresa a la Tierra través de un amerizaje oceánico. A diferencia de su predecesora, puede acoplarse de forma autónoma a la Estación Espacial Internacional (ISS) en lugar de ser atracada.
Crew Dragon está equipada con un sistema de escape de lanzamiento integrado (LES) que consta de ocho motores SuperDraco, capaces de acelerar el vehículo lejos del cohete en caso de emergencia. Cuenta con paneles solares rediseñados y una línea de molde exterior modificada en comparación con el original, y posee nuevas computadoras de vuelo y aviónica. A fecha de marzo de 2020, se habían fabricado cuatro Dragon 2 operativas, así como varios artículos de prueba sin volar.

## Crew Dragon
Esta nave sirve como una de las dos naves espaciales que transporten tripulaciones hacia y desde la ISS bajo el Programa de Tripulación Comercial de la NASA, siendo la otra el Boeing CST-100 Starliner, que aún tiene pendiente su certificación para vuelos comerciales; ambas naves sucedieron a las capacidades de transporte orbital de la tripulación del transbordador espacial que se retiró del servicio en 2011. También se espera que sea utilizado en vuelos por la compañía estadounidense de turismo espacial Space Adventures y para transportar turistas hacia y desde la estación espacial planeada por Axiom Space. El primer vuelo de prueba sin tripulación de Crew Dragon tuvo lugar en marzo de 2019, y su primer vuelo de prueba con tripulación, con los astronautas Robert Behnken y Douglas Hurley, ocurrió en mayo de 2020. Esta fue la primera vez que una empresa privada lanzó una nave espacial orbital tripulada. Se espera que Cargo Dragon suministre carga a la ISS bajo un contrato Commercial Resupply Services-2 con la NASA, junto con la nave espacial Cygnus de Northrop Grumman Innovation Systems y la nave espacial Dream Chaser de Sierra Nevada Corporation. En diciembre de 2020 se lanzó el primer vuelo de Dragon 2 en una configuración de carga. El 10 de noviembre de 2020, el Crew Dragon, así como el cohete Falcon 9 y los sistemas terrestres asociados, fueron completamente certificados por la NASA como el primer sistema de lanzamiento comercial en la historia capaz de transportar humanos desde y hacia la ISS.

## Desarrollo y variantes

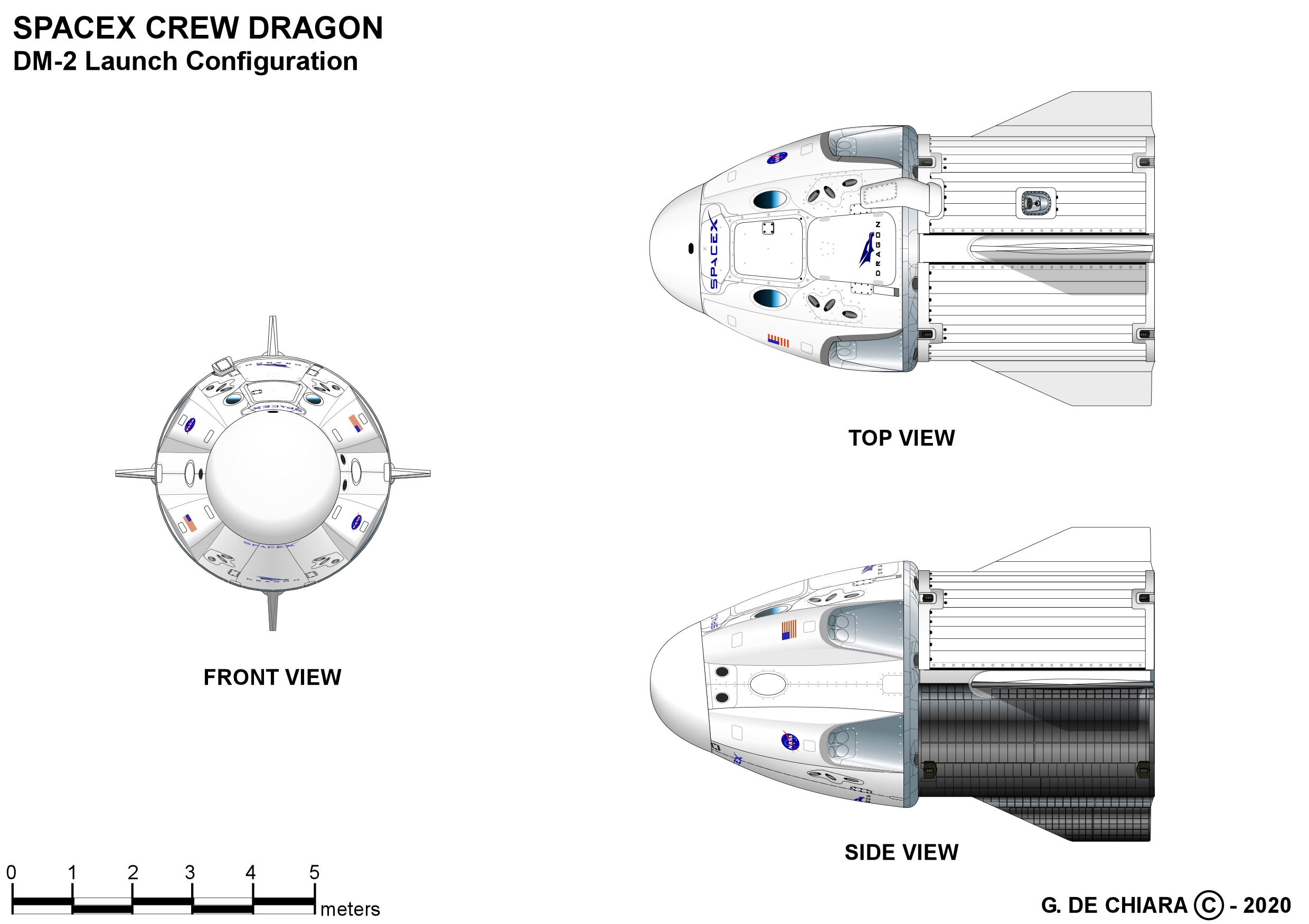
Configuración de la lanzadera de Crew Dragon

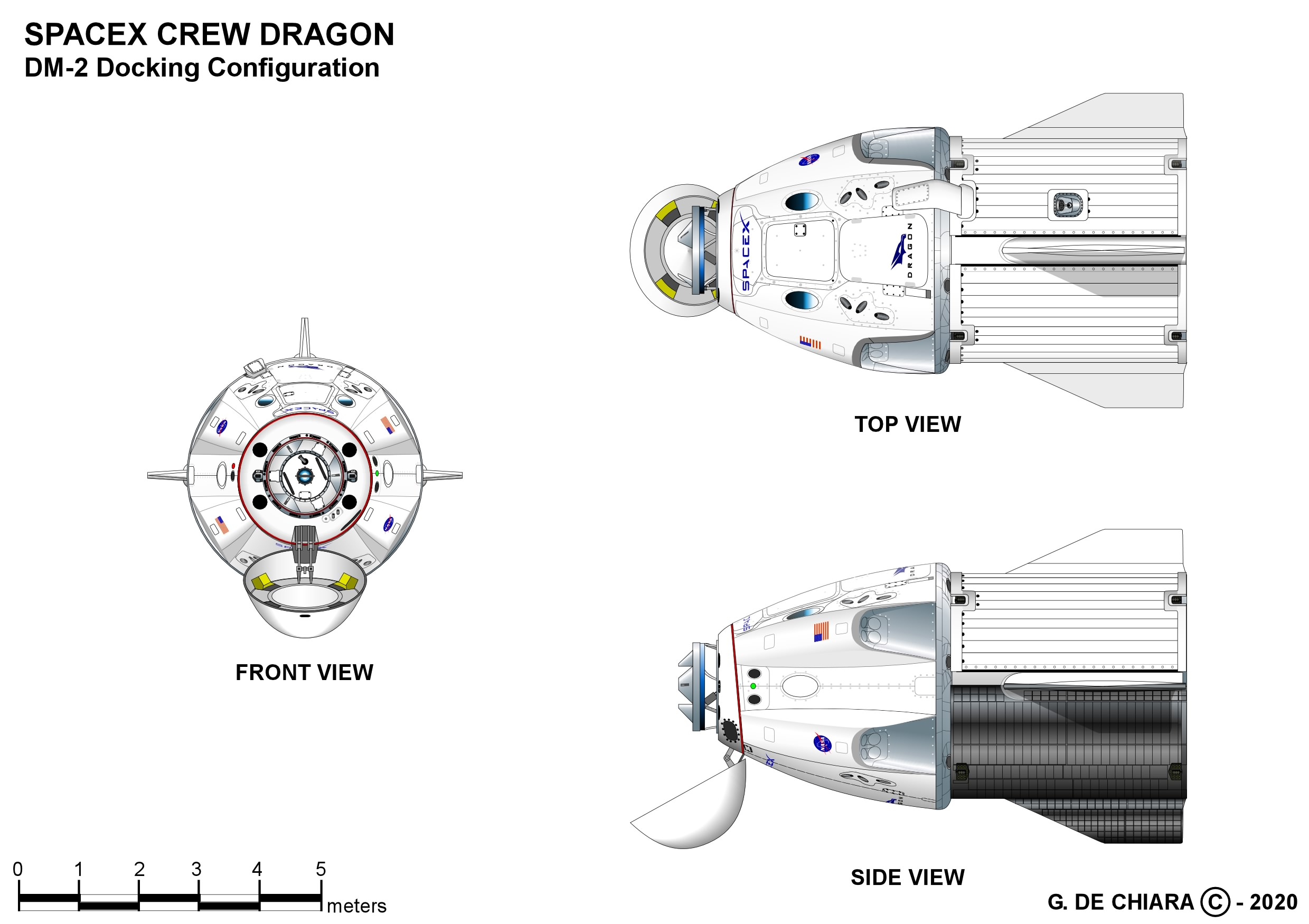
Configuración de acoplamiento Crew Dragon

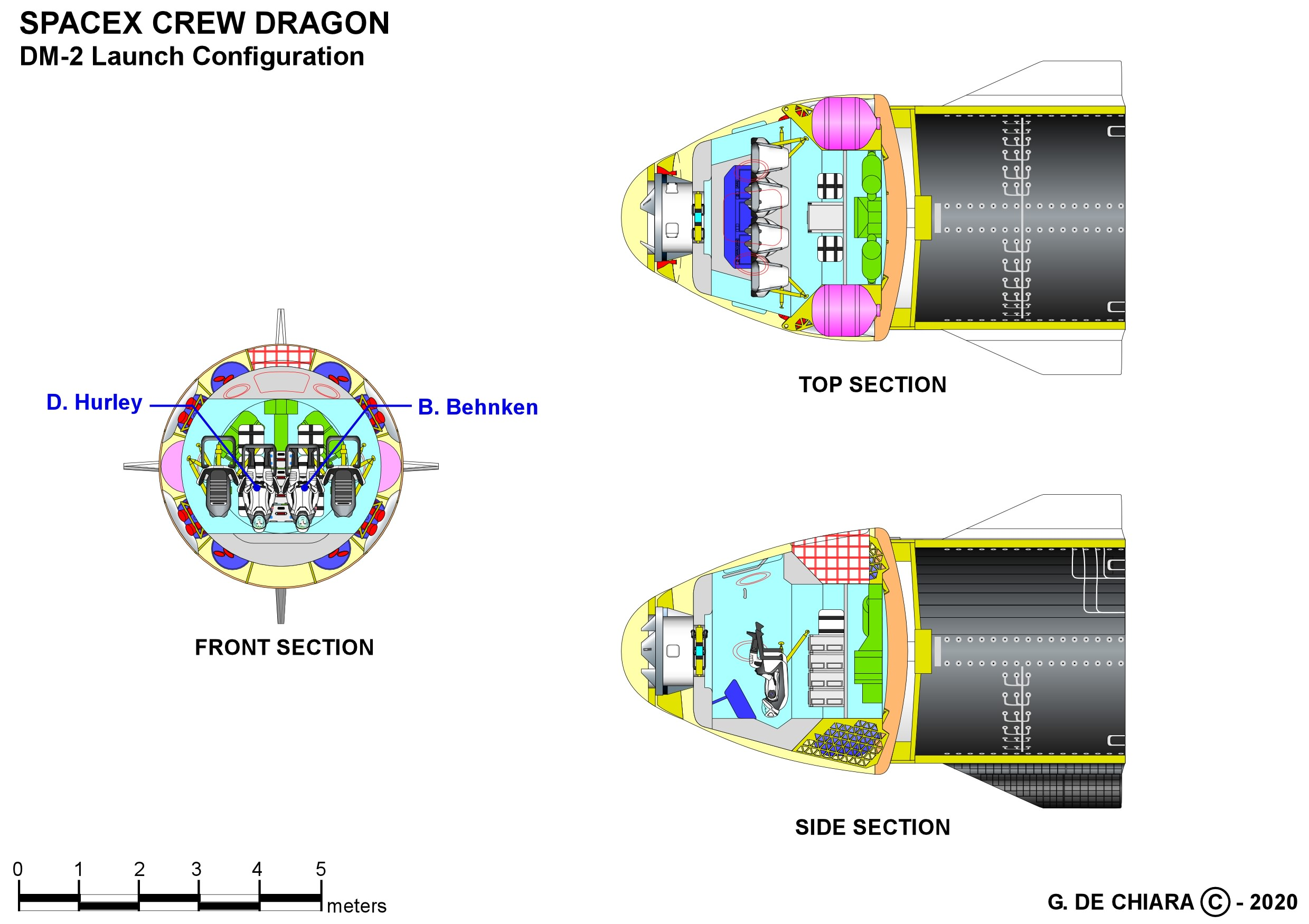
Vistas de la sección Crew Dragon

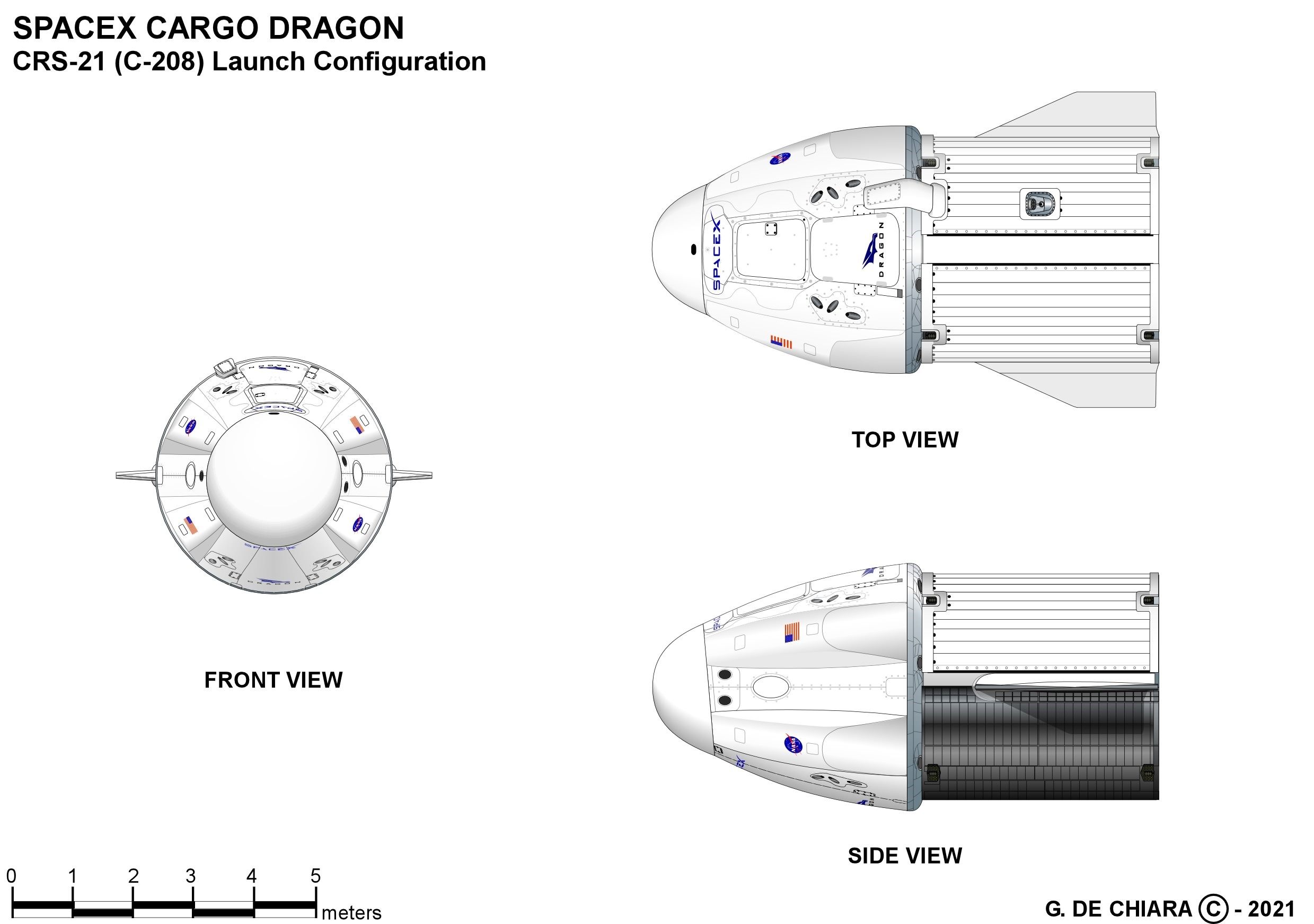
Configuración de lanzamiento de Cargo Dragon

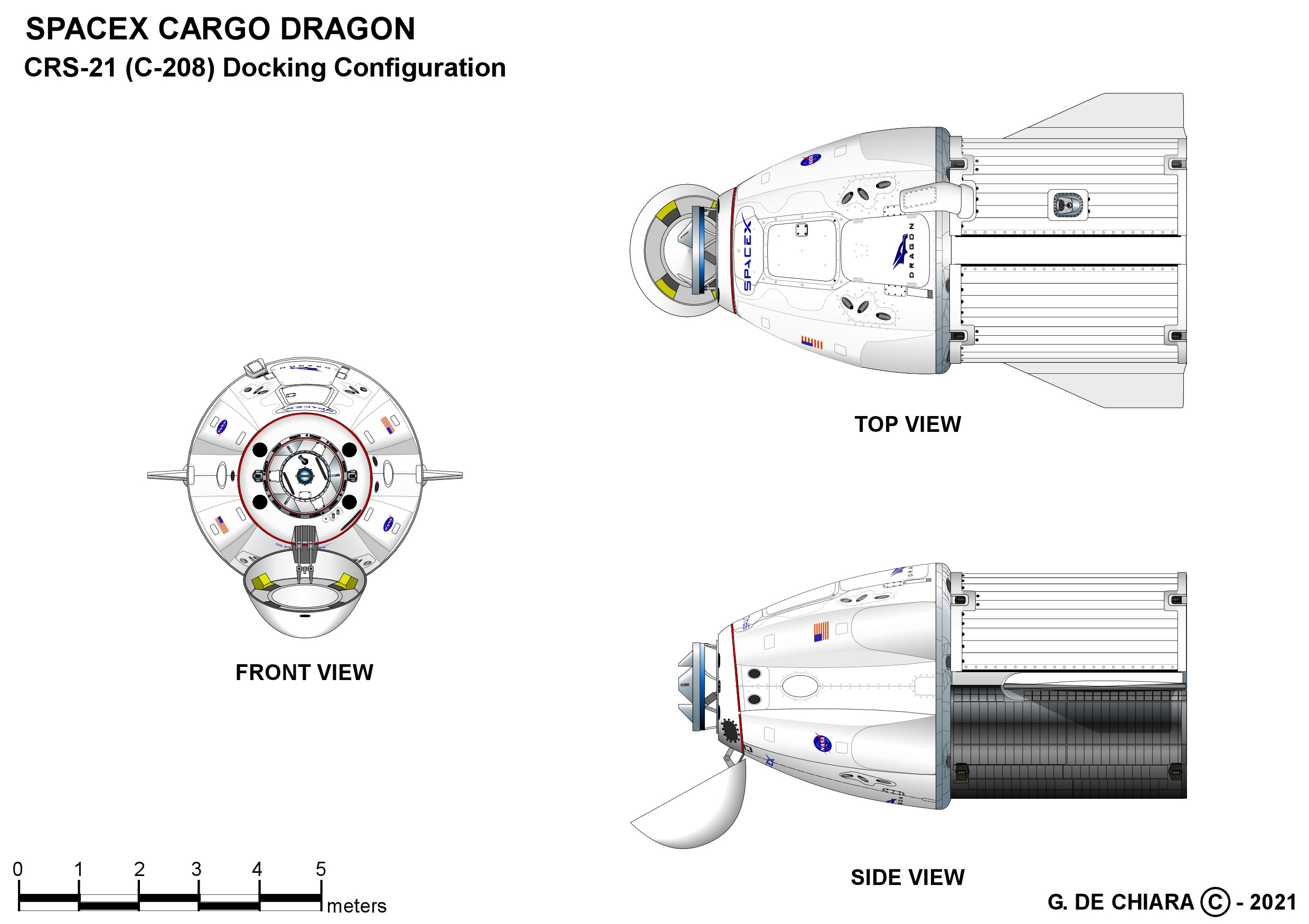
Configuración de acoplamiento Cargo Dragon

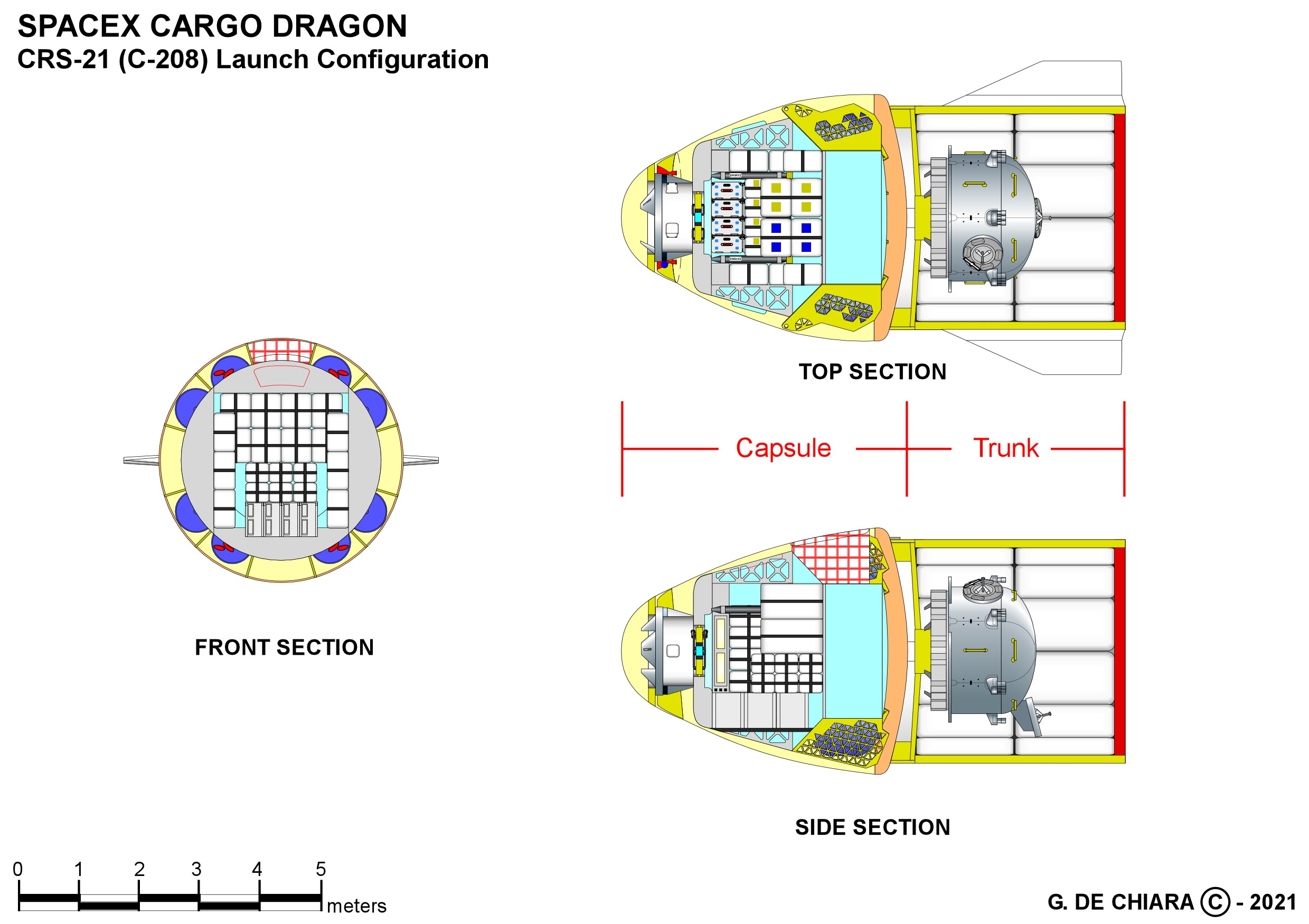
Vistas de la sección Cargo Dragon

Hay dos variantes: Crew Dragon y Cargo Dragon. Crew Dragon se llamó inicialmente "DragonRider" y desde el principio se pretendía apoyar a una tripulación de siete o una combinación de tripulación y carga. Es capaz de realizar reuniones y acoplamiento completamente autónomos con capacidad de anulación manual, utilizando el Sistema de acoplamiento de la NASA (NDS). Para misiones típicas, Crew Dragon permanecerá acoplado a la ISS por un período de 180 días, pero está diseñado para permanecer en la estación hasta 210 días, coincidiendo con la nave espacial rusa Soyuz. Desde el comienzo del proceso de desarrollo, SpaceX planeó utilizar un sistema de escape de lanzamiento de empuje integrado para la nave espacial Dragon.

### Tripulación

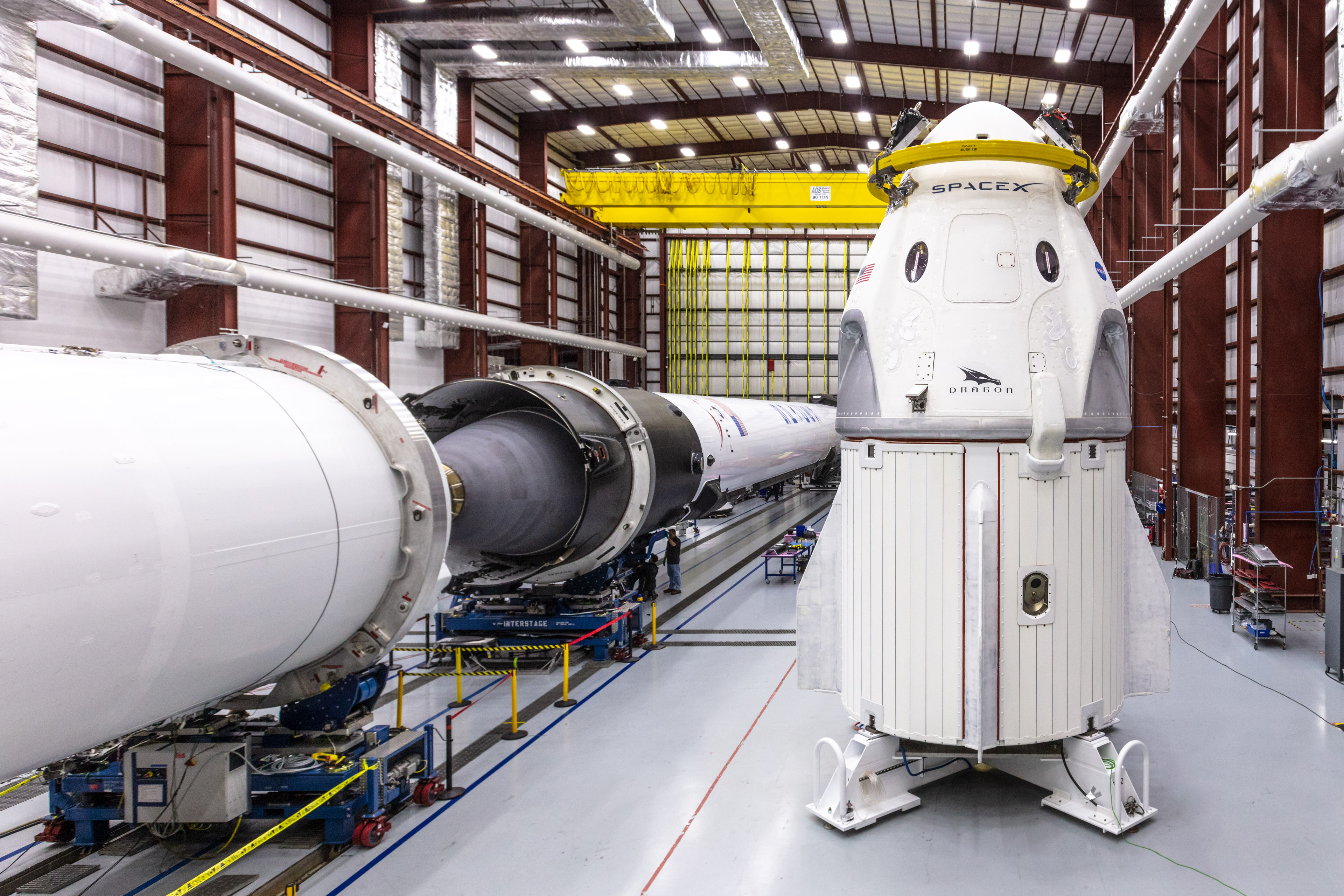
Crew Dragon C204 en la instalación de integración horizontal LC-39A en diciembre de 2018 preparándose para el lanzamiento de DM-1

Originalmente, SpaceX tenía la intención de aterrizar a Crew Dragon en tierra usando los motores LES, con paracaídas y un amerizaje en el océano disponible en el caso de un lanzamiento abortado. El aterrizaje de precisión en el agua bajo paracaídas fue propuesto a la NASA como "el enfoque de retorno y recuperación de referencia para los primeros vuelos" de Crew Dragon. Posteriormente, se canceló el aterrizaje propulsivo, dejando el amerizaje oceánico bajo paracaídas como la única opción. A 2011, Paragon Space Development Corporation estaba ayudando a desarrollar el sistema de soporte vital de Crew Dragon.
En 2012, SpaceX estaba en conversaciones con Orbital Outfitters sobre el desarrollo de trajes espaciales para usar durante el lanzamiento y el reingreso. Cada miembro de la tripulación usa un traje espacial personalizado que les queda. El traje está diseñado principalmente para su uso dentro del Dragon (traje tipo IVA): sin embargo, en el caso de una despresurización rápida de la cabina, el traje puede proteger a los miembros de la tripulación. El traje también puede proporcionar refrigeración a los astronautas durante el vuelo normal. Para la misión Demo-1, un maniquí de prueba apodado Ripley fue equipado con el traje espacial y los sensores. El traje espacial "está hecho de Nomex", una tela ignífuga similar al Kevlar.
En una conferencia de prensa de la NASA el 18 de mayo de 2012, SpaceX confirmó su precio de lanzamiento objetivo para vuelos tripulados Dragon de US $ 160 millones, o alrededor de US $ 23 millones por asiento si la tripulación máxima de siete está a bordo y la NASA ordena al menos cuatro vuelos Crew Dragon por año. Esto contrasta con el precio de lanzamiento de la Soyuz en 2014 de 76 millones de dólares por asiento para los astronautas de la NASA. El diseño de la nave espacial se dio a conocer el 29 de mayo de 2014, durante un evento de prensa en la sede de SpaceX en Hawthorne, California. En octubre de 2014, la NASA seleccionó la nave espacial Dragon como una de las candidatas para llevar astronautas estadounidenses a la Estación Espacial Internacional, en el marco del Programa de Tripulación Comercial. SpaceX está utilizando el vehículo de lanzamiento Falcon 9 Block 5 para lanzar Dragon 2.

### Carga
A pesar de que el Dragon 2 estuvo pretendido del concepto de diseño más temprano para llevar tripulación, o con menos asientos, ambas tripulación y cargo, una segunda ronda de multi-año cargo contratos de suministro (también sabidos como CRS-2) estuvo solicitado por NASA en 2014, para suministrar el ISS en 2020@–2024. Esto dirigió a SpaceX proponiendo un modelo por separado nombrado, Cargo Dragón, para los vuelos de NASA. SpaceX Ganó un premio de contrato para Cargo Dragón a raíz del CRS-2 competición de oferta, con los contratos otorgaron en enero de 2016 para seis vuelos.
Se diferencian de la variante con tripulación al lanzarse sin asientos, controles de cabina, sistemas de soporte vital para astronautas o motores de aborto SuperDraco. Cargo Dragon mejora muchos aspectos del diseño original de Dragon, incluido el proceso de recuperación y renovación. SpaceX planea reutilizar cada cápsula Cargo Dragon hasta cinco veces.

## Diseño
Dragon 2 incluye las siguientes características:
Dragon 2 es parcialmente reutilizable, lo que puede resultar en una significativa reducción de costes. Después de los planes anteriores de SpaceX de utilizar nuevas cápsulas para cada vuelo tripulado de la NASA ambos acordaron reutilizar las cápsulas Crew Dragon para los vuelos de la NASA. Cargo Dragon puede transportar 3,307 kg (7.291 lb) a la ISS; Crew Dragon tiene una capacidad de siete astronautas (solo se utilizan cuatro asientos para las misiones de la NASA). Sobre los asientos, hay un panel de control de tres pantallas, un inodoro (con cortina de privacidad) y la trampilla de atraque. Los aterrizajes en el océano se realizan con cuatro paracaídas principales en ambas variantes. El sistema de paracaídas se rediseñó por completo a partir del utilizado en la cápsula Dragon anterior, debido a la necesidad de desplegar los paracaídas en una variedad de escenarios de aborto de lanzamiento.
Crew Dragon tiene ocho motores SuperDraco de montaje lateral, agrupados en pares redundantes en cuatro módulos de motor, con cada motor capaz de producir 71 kN (16.000 lb de empuje que se utilizará para abortos de lanzamiento. Cada cápsula también contiene cuatro propulsores Draco que se pueden usar para control de actitud y maniobras orbitales. La cámara de combustión del motor SuperDraco está impresa con Inconel, una aleación de níquel y hierro, mediante un proceso de sinterización directa por láser de metales. Los motores están contenidos en una góndola protectora para evitar la propagación de llamas si falla un motor.
Una vez en órbita, Dragon 2 puede acoplarse de forma autónoma a la ISS. Dragon usó atraque, un medio no autónomo para conectarse a la ISS que se completó con el uso del brazo robótico Canadarm2. Los pilotos de Crew Dragon conservan la capacidad de acoplar la nave espacial utilizando controles manuales interconectados con una computadora estática similar a una tableta. La nave espacial se puede operar en vacío total, y "la tripulación usará trajes espaciales diseñados por SpaceX para protegerlos de un evento de emergencia de despresurización rápida de la cabina". Además, la nave espacial podrá regresar con seguridad si se produce una fuga "de hasta un orificio equivalente de 6,35 mm [0,25 pulgadas] de diámetro".
El propulsor y el helio presurizante tanto para abortos de lanzamiento como para maniobras en órbita están contenidos en tanques esféricos de compuestos de titanio con revestimiento de carbono. Un escudo térmico PICA-X protege la cápsula durante la reentrada, mientras que un trineo de lastre móvil permite un control de actitud más preciso de la nave espacial durante la fase de entrada atmosférica del regreso a la Tierra y un control más preciso de la ubicación de la elipse de aterrizaje. Un cono de nariz reutilizable "protege el buque y el adaptador de atraque durante el ascenso y reentrada", pivotando sobre una bisagra para permitir el atraque en el espacio y regresar a la posición cubierta para reentrada y futuros lanzamientos.
El maletero es el tercer elemento estructural de la nave espacial, que contiene paneles solares, radiadores de eliminación de calor y aletas para proporcionar estabilidad aerodinámica durante los abortos de emergencia.
Los paneles solares desplegables del Cargo Dragon anterior se han eliminado y ahora están integrados en el propio maletero. Esto aumenta el espacio de volumen, reduce el número de mecanismos en el vehículo y aumenta aún más la confiabilidad.

## Vuelos con tripulación

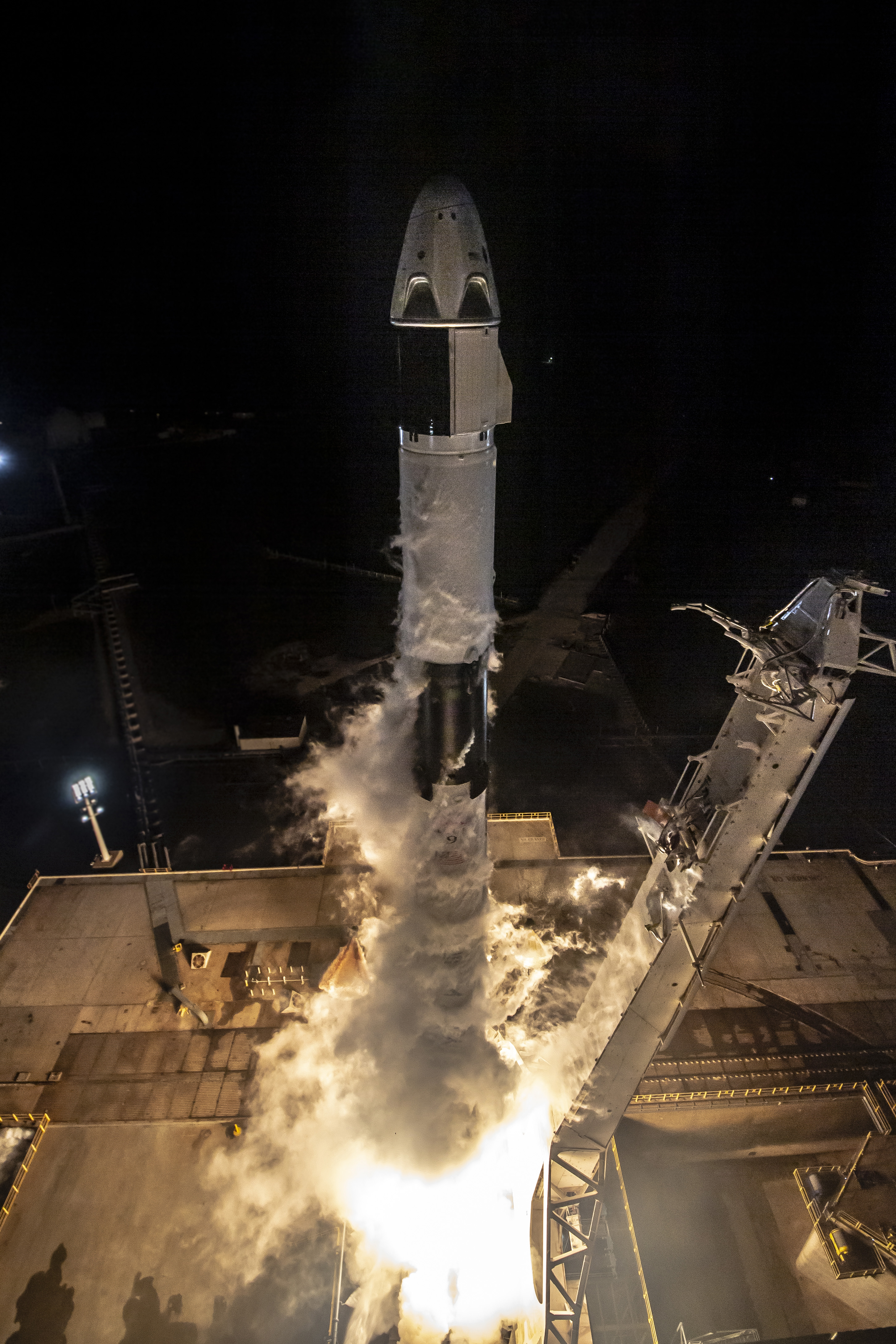
Lanzamiento de Demo-1, el primer vuelo espacial de Crew Dragon

Dragon está destinado a cumplir una serie de requisitos que harán que la cápsula sea útil tanto para clientes comerciales como gubernamentales. SpaceX y Bigelow Aerospace estaban trabajando juntos para apoyar el transporte de ida y vuelta de pasajeros comerciales a destinos en órbita terrestre baja (LEO), pero el plan fue cancelado. En cambio, Axiom planea enviar turistas a la Estación Espacial y, finalmente, a su propia estación espacial privada. Los vuelos de la NASA a la ISS solo tendrán cuatro astronautas, con la masa de carga útil adicional y el volumen utilizado para transportar carga presurizada.
El 16 de septiembre de 2014 la NASA anunció que SpaceX y Boeing habían sido seleccionadas para proporcionar transporte de tripulación a la ISS. SpaceX recibirá 2.600 millones de dólares en virtud de este contrato. Dragon fue la propuesta menos costosa, pero William H. Gerstenmaier de la NASA consideró que la propuesta CST-100 era la más fuerte de las dos.
En una desviación de la práctica anterior de la NASA, donde los contratos de construcción con empresas comerciales llevaron a la operación directa de la nave espacial de la NASA, la NASA está comprando servicios de transporte espacial de SpaceX, incluida la construcción, el lanzamiento y la operación del Dragon 2.
En agosto de 2018 la NASA y SpaceX acordaron los procedimientos de carga de propulsores, fluidos de vehículos y tripulación. Primero se cargará helio a alta presión, seguido por los pasajeros aproximadamente dos horas antes del lanzamiento programado; la tripulación de tierra saldrá de la plataforma de lanzamiento y se trasladará a una distancia segura. El sistema de escape de lanzamiento se activará aproximadamente 40 minutos antes del lanzamiento, y la carga de propulsor comenzará varios minutos más tarde. La primera misión de prueba automatizada se lanzó a la Estación Espacial Internacional (ISS) el 2 de marzo de 2019.
A principios de 2019 se esperaba que los vuelos tripulados no comenzaran antes de julio de 2019. Posteriormente, se planeó que comenzaran no antes del 30 de mayo de 2020. El primer vuelo tripulado se lanzó el 30 de mayo de 2020, con el lanzamiento de la misión Demo-2.
El 18 de febrero de 2020, basándose en el desarrollo del programa de tripulación comercial de la NASA, Space Adventures anunció un acuerdo con SpaceX para volar hasta cuatro turistas espaciales de pago en una misión independiente a bordo de una nave espacial Crew Dragon a finales de 2021 o 2022 que podría alcanzar una altitud de dos a tres veces más alta que la Estación Espacial Internacional.

## Testeo
SpaceX planeó una serie de cuatro pruebas de vuelo para el Crew Dragon: una prueba de "aborto en plataforma", un vuelo orbital sin tripulación a la ISS, una prueba de aborto en vuelo y, finalmente, una misión de demostración con tripulación de 14 días a la ISS, que se planeó inicialmente para julio de 2019, pero después de la explosión de una cápsula Dragón, se retrasó hasta mayo de 2020.

### Pruebas de aborto

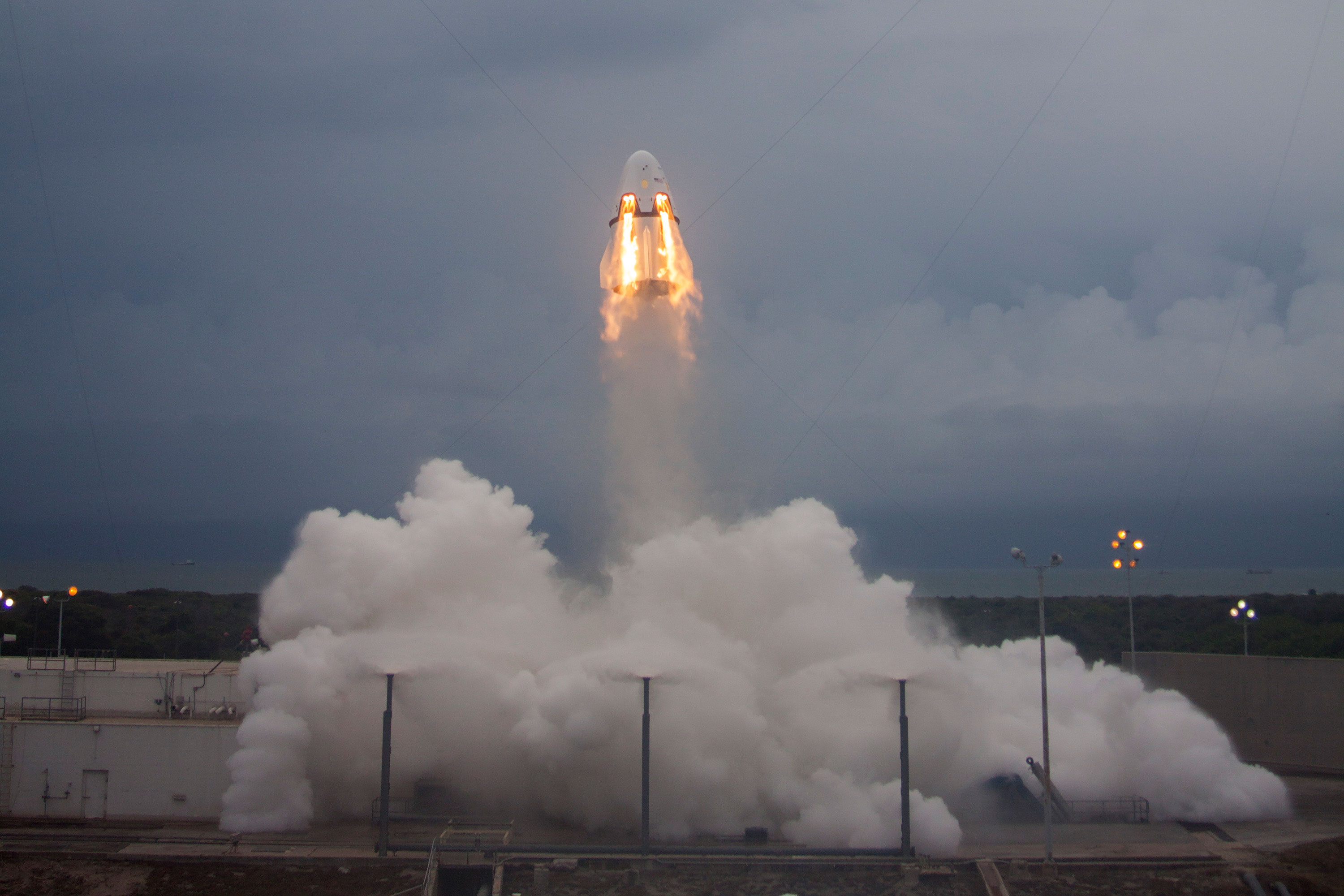
Prueba de pad abort de un artículo de Dragon 2 el 6 de mayo de 2015 en CCAFS, SLC-40

La prueba de aborto con almohadilla se realizó con éxito el 6 de mayo de 2015 en el SLC-40 alquilado de SpaceX. Dragon aterrizó de forma segura en el océano al este de la plataforma de lanzamiento 99 segundos después del encendido de los motores SuperDraco. Mientras que para la prueba de aborto en plataforma se utilizaron un Dragon 2 y un tronco en forma de vuelo, para la prueba descansaron sobre una estructura de armadura en lugar de un cohete Falcon 9 completo. Se colocó un maniquí de prueba de choque integrado con un conjunto de sensores dentro del vehículo de prueba para registrar las cargas y fuerzas de aceleración en el asiento de la tripulación, mientras que los seis asientos restantes se cargaron con pesas para simular el peso de la carga completa del pasajero. El objetivo de la prueba era demostrar suficiente impulso total, empuje y capacidad de control para realizar un aborto seguro de la almohadilla. Se detectó un problema de relación de mezcla de combustible después del vuelo en uno de los ocho motores SuperDraco que causó un bajo rendimiento, pero no afectó materialmente el vuelo.
El 24 de noviembre de 2015, SpaceX llevó a cabo una prueba de las habilidades flotantes de Dragon 2 en las instalaciones de desarrollo de cohetes de la empresa en McGregor, Texas. En un video, la nave espacial se muestra suspendida por un cable de elevación y encendiendo sus motores SuperDraco para flotar durante unos 5 segundos, balanceándose en sus 8 motores disparando a un empuje reducido para compensar exactamente la gravedad. El vehículo de prueba fue la misma cápsula que realizó la prueba de aborto con almohadilla a principios de 2015; fue apodado DragonFly.

### Demo-1: prueba de vuelo orbital

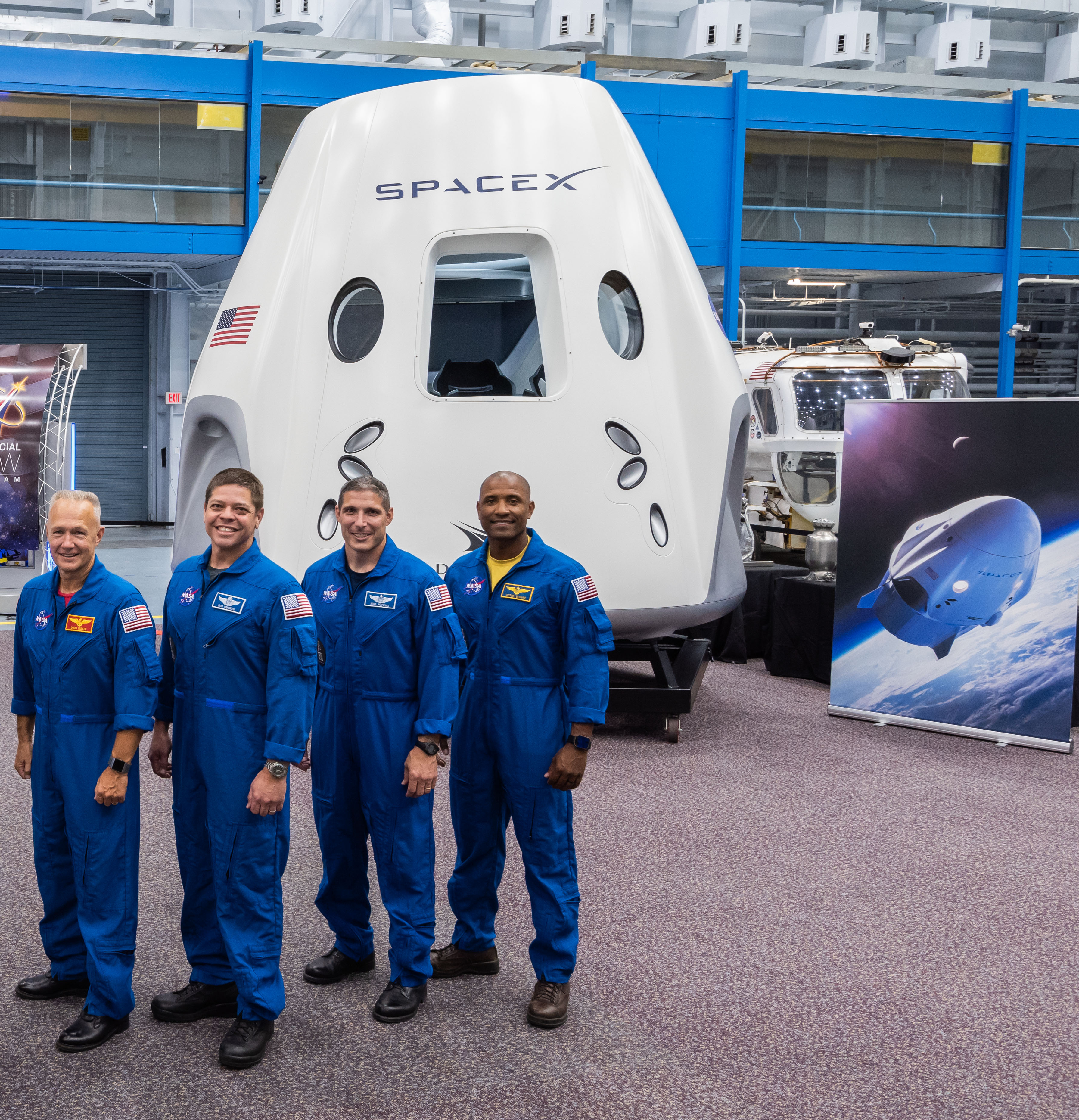
Maqueta de Crew Dragon (fondo) y cuatro de los astronautas de sus dos primeras misiones tripuladas (primer plano), de izquierda a derecha: Douglas Hurley, Robert Behnken, Michael Hopkins y Victor Glover

En 2015, la NASA nombró a su primer cuadro de astronautas de tripulación comercial de cuatro astronautas veteranos para trabajar con SpaceX y Boeing: Robert Behnken, Eric Boe, Sunita Williams y Douglas Hurley. La misión Demo-1 completó el último hito del programa de Desarrollo de Tripulación Comercial, allanando el camino para iniciar servicios comerciales bajo un próximo contrato de Servicios de Transporte de Tripulación de ISS. El 3 de agosto de 2018, la NASA anunció la tripulación de la misión DM-2. La tripulación de dos estará formada por los astronautas de la NASA Bob Behnken y Doug Hurley. Behnken voló anteriormente como especialista en misiones en las misiones STS-123 y STS-130. Hurley voló anteriormente como piloto en la misión STS-127 y en la misión final del transbordador espacial, la misión STS-135.
La primera prueba orbital de Crew Dragon fue una misión sin tripulación, oficialmente designada como "Crew Demo-1" y lanzada el 2 de marzo de 2019. La nave espacial probó el enfoque y los procedimientos de acoplamiento automatizados con la ISS, permaneció atracada hasta el 8 de marzo de 2019, luego realizó los pasos completos de reentrada, amerizaje y recuperación para calificar para una misión con tripulación. Los sistemas de soporte vital fueron monitoreados durante todo el vuelo de prueba. Se planeó reutilizar la misma cápsula en junio de 2019 para una prueba de aborto en vuelo antes de que explotara el 20 de abril de 2019.

### Explosión durante el testeo
El 20 de abril de 2019, la cápsula Crew Dragon utilizada en la misión Demo-1 fue destruida en una explosión durante las pruebas de fuego estático en las instalaciones de Landing Zone 1. El día de la explosión, la prueba inicial de los propulsores Draco del Crew Dragon fue exitosa, y la anomalía ocurrió durante la prueba del sistema de aborto SuperDraco.
La telemetría, las imágenes de la cámara de alta velocidad y el análisis de los escombros recuperados indican que el problema ocurrió cuando una pequeña cantidad de tetróxido de dinitrógeno se filtró en una línea de helio utilizada para presurizar los tanques de propulsor. La fuga aparentemente ocurrió durante el procesamiento previo a la prueba. Como resultado, la presurización del sistema 100 ms antes de disparar dañó una válvula de retención y provocó la explosión.
Dado que la cápsula destruida estaba programada para su uso en la próxima prueba de aborto en vuelo, la explosión y la investigación retrasaron esa prueba y la posterior prueba orbital tripulada.
La prueba del motor SuperDraco que falló el 20 de abril de 2019 se repitió con éxito el 13 de noviembre de 2019. La prueba de fuego estático de duración completa del sistema de escape de lanzamiento de Crew Dragon tuvo lugar en la Estación de la Fuerza Aérea de Cabo Cañaveral en la Zona de Aterrizaje 1 de SpaceX a las 20:08 UTC. La prueba fue exitosa, demostrando que las modificaciones realizadas al vehículo para evitar una falla como la ocurrida el 20 de abril de 2019 fueron exitosas. El vehículo utilizado para esta prueba en tierra también se utilizaría para la siguiente prueba de aborto en vuelo.
Algunos de las modificaciones son:
- Reemplazo de las válvulas con discos de ruptura: a diferencia de las válvulas, los discos de ruptura están diseñados para un solo uso.
- Adición de aletas en cada SuperDraco para volver a sellar los propulsores antes de que caigan al océano, evitando la intrusión de agua.[74]

### Prueba de aborto en vuelo

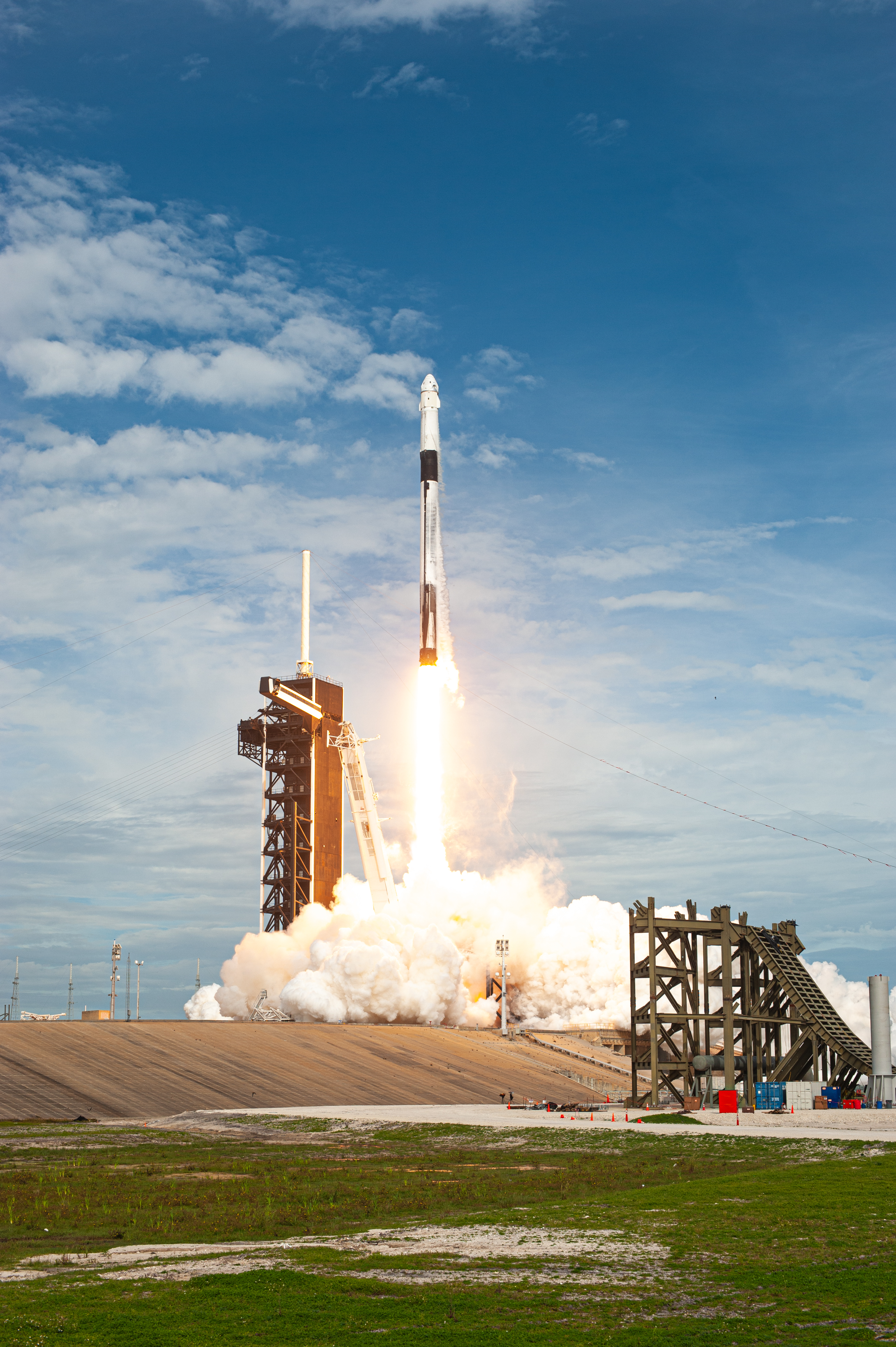
Prueba de aborto en vuelo del despegue de Crew Dragon

La prueba de aborto en vuelo de Crew Dragon se lanzó el 19 de enero de 2020 a las 15:30 UTC desde LC-39A en una trayectoria suborbital para realizar un escenario de separación y aborto en la troposfera a velocidades transónicas poco después de pasar por max Q, donde el vehículo experimenta la máxima presión aerodinámica. El Dragon 2 usó sus motores de aborto SuperDraco para alejarse del Falcon 9 después de un corte prematuro intencional del motor. Diez segundos después de que el Dragón 2 fuera descartado, el Falcon 9 explotó y fue destruido. La nave espacial siguió su trayectoria suborbital hasta el apogeo, momento en el que se desechó el tronco de la nave espacial. Los motores Draco más pequeños se utilizaron luego para orientar el vehículo para el descenso. Se ejecutaron todas las funciones principales, incluida la separación, el encendido de los motores, el despliegue de paracaídas y el aterrizaje. Dragon 2 cayó a las 15:38:54 UTC justo frente a la costa de Florida en el Océano Atlántico. El objetivo de la prueba era demostrar la capacidad de alejarse con seguridad del cohete ascendente en las condiciones atmosféricas más desafiantes de la trayectoria de vuelo, imponiendo la peor tensión estructural de un vuelo real en el cohete y la nave espacial. La prueba de aborto se realizó utilizando un cohete Falcon 9 Block 5 con una segunda etapa completamente cargada con un simulador de masas que reemplaza el motor Merlín.
Anteriormente, esta prueba se había programado antes de la prueba orbital sin tripulación, sin embargo, SpaceX y la NASA consideraron más seguro usar una cápsula representativa de vuelo en lugar del artículo de prueba de la prueba de aborto en plataforma.
Esta prueba se planeó previamente para usar la cápsula C204 de Demo-1, sin embargo, C204 fue destruida en una explosión durante una prueba de fuego estático el 20 de abril de 2019. La cápsula C205, originalmente planeada para la Demo-2, se usó para la Prueba de Aborto en Vuelo y la C206 se planeó para su uso durante la Demo-2. Esta fue la prueba de vuelo final de la nave espacial antes de que comenzara a llevar astronautas a la Estación Espacial Internacional bajo el Programa de Tripulación Comercial de la NASA.
Antes de la prueba de vuelo, los equipos completaron los procedimientos del día del lanzamiento para la primera prueba de vuelo con tripulación, desde el traje hasta las operaciones de la plataforma de lanzamiento. Los equipos conjuntos llevaron a cabo revisiones de datos completos que debían completarse antes de que los astronautas de la NASA volaran en el sistema durante la misión Demo-2 de SpaceX.

### Demo-2: vuelo de prueba orbital tripulado

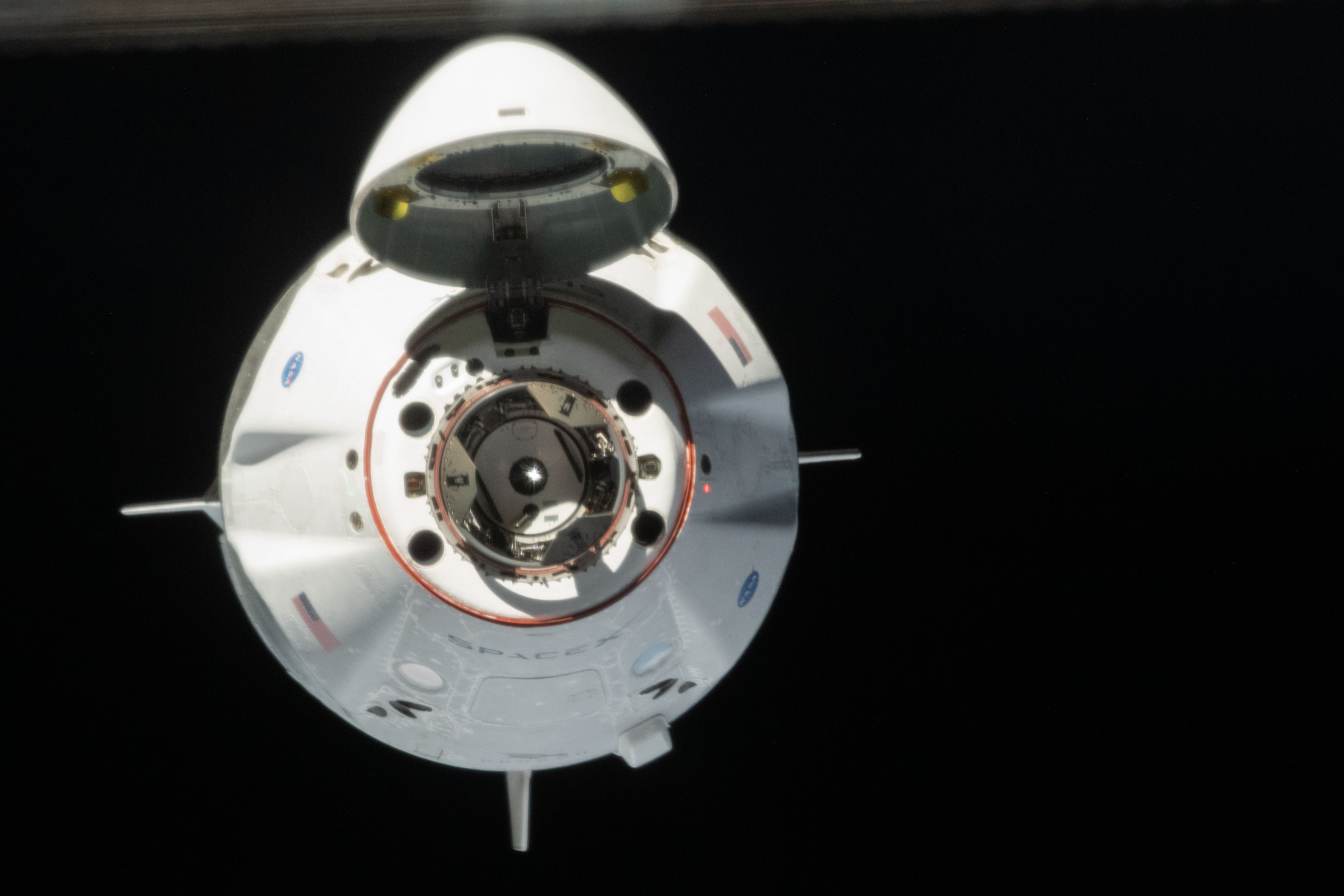
SpaceX Crew Dragon Endeavour mientras se acercaba a la Estación Espacial Internacional

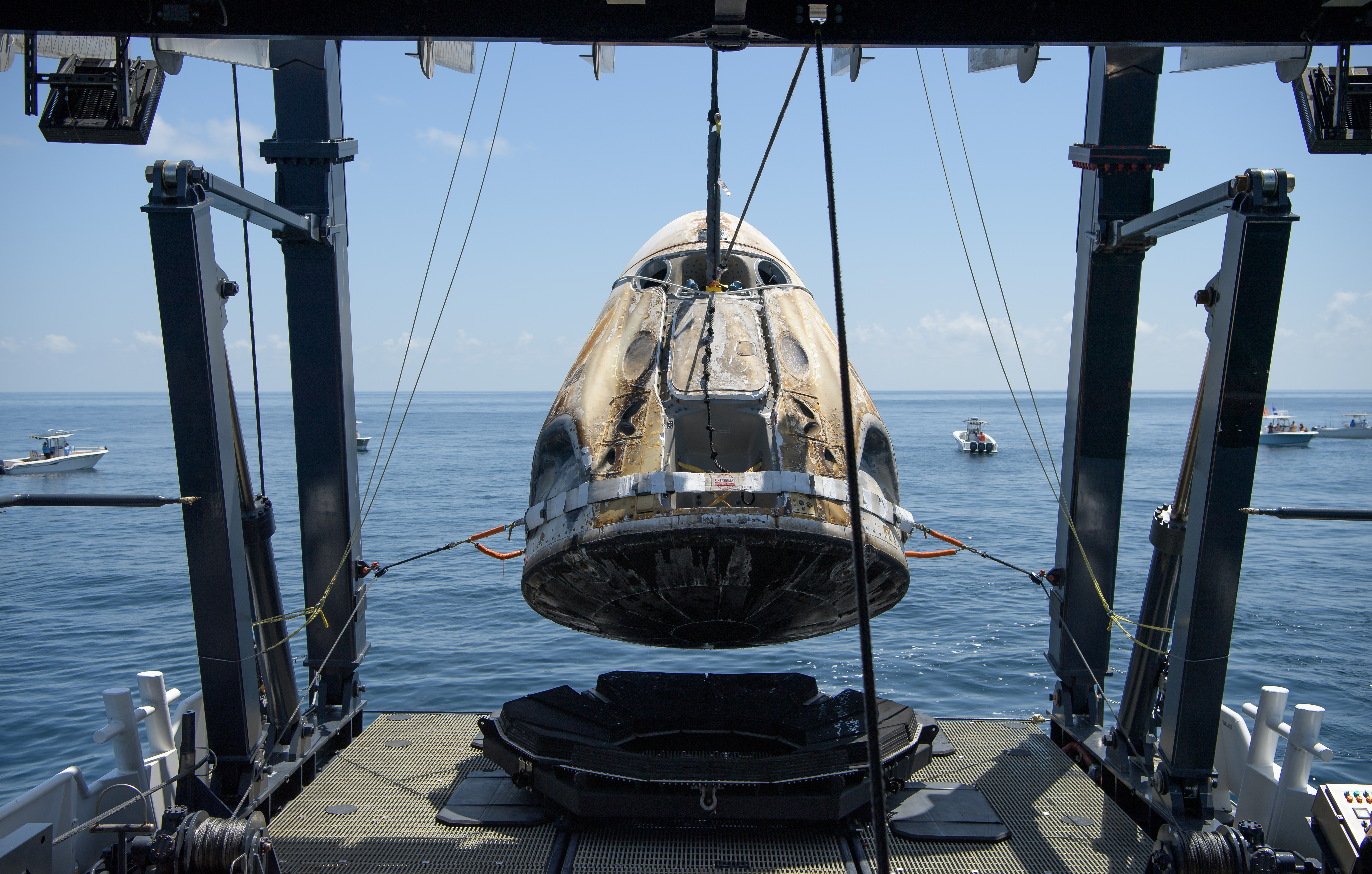
Endeavour recuperado después del aterrizaje

El 17 de abril de 2020, el administrador de la NASA Jim Bridenstine anunció que el primer Crew Dragon Demo-2 tripulado para la Estación Espacial Internacional se lanzaría el 27 de mayo de 2020. Los astronautas Bob Behnken y Doug Hurley tripularon la misión, marcando el primer lanzamiento tripulado a la Estación Espacial Internacional desde suelo estadounidense desde STS-135 en julio de 2011. El lanzamiento original se pospuso hasta el 30 de mayo de 2020 debido a las condiciones climáticas en el lugar de lanzamiento. El segundo intento de lanzamiento fue exitoso, con la cápsula C206, más tarde llamada Endeavour por la tripulación, lanzada el 30 de mayo de 2020 a las 19:22 UTC. La cápsula se acopló con éxito a la Estación Espacial Internacional el 31 de mayo de 2020 a las 14:27 UTC. El 2 de agosto de 2020, Crew Dragon se desató y se sumergió con éxito en el océano.
El astronauta Bob Behnken describió el lanzamiento en la nave espacial Dragon 2 como "suavizar la plataforma", pero "definitivamente estábamos conduciendo y montando un dragón hasta arriba... un poco menos de g [que el transbordador espacial] pero más 'vivo', es probablemente la mejor forma en que lo describiría".
Con respecto al descenso en la nave espacial, Behnken declaró: "Una vez que descendimos un poco a la atmósfera, Dragon realmente cobró vida. Comenzó a disparar propulsores y nos mantuvo apuntando en la dirección apropiada. La atmósfera comienza a hacer ruido; se puede escuchar ese estruendo fuera del vehículo. Y mientras el vehículo intenta controlar, sientes un poco de ese temblor en tu cuerpo... Podíamos sentir esos pequeños balanceos, cabeceos y guiñada; todos esos pequeños movimientos eran cosas que detectamos dentro del vehículo... Todos los eventos de separación, desde la separación del maletero hasta los disparos de paracaídas, fueron muy parecidos a recibir un golpe en el respaldo de la silla con un bate de béisbol... bastante ligero para la separación del maletero, pero con los paracaídas fue una sacudida bastante significativa".

## Lista de cápsulas
| Imagen | N.º Serie | Nombre       | Tipo        | Estado            | Vuelos | Tiempo en vuelo                                | Notas | Cat. |
| ------ | --------- | ------------ | ----------- | ----------------- | ------ | ---------------------------------------------- | --- | ---- |
|        | C201      | DragonFly    | Prototipo   | Retirada          | 1      | 100 segundos                                   | Prototipo utilizado para pruebas en McGregor y la Prueba de Aborto en Plataforma en Cabo Cañaveral. |      |
|        | C202      | Módulo Qual  | Prototipo   | Retirada          | N/A    | N/A                                            | Módulo de calificación de recipientes a presión utilizado para pruebas estructurales. |      |
|        | C203      | Módulo ECLSS | Prototipo   | Activa            | N/A    | N/A                                            | Módulo de Sistema de Soporte Vital y Control Ambiental (ECLSS), utilizado para pruebas en tierra durante el entrenamiento. |      |
|        | C204      | S/N          | Tripulación | Destruida         | 1      | 6 días, 5 horas y 56 minutos                   | Primer vehículo que vuela al espacio, destruida durante unas pruebas tras la misión. |      |
|        | C205      | S/N          | Tripulación | Activa            | 1      | 8 minutos, 54 segundos                         | Su primer vuelo fue durante la Prueba de Aborto en Vuelo, su uso futuro se desconoce. |      |
|        | C206      | Endeavour    | Tripulación | Activa            | 4      | 467 días                                       | Primer vehículo para transportar tripulación; nombrado posteriormente como el transbordador Endeavour. Voló por primera vez durante Crew Demo-2. Realizó su segundo vuelo con la misión Crew-2. que regreso el 9 de noviembre de 2021, y la tercera en abril de 2022 en la misión Axiom Mission 1. Su cuarta misión fue la SpaceX Crew-6 de febrero a septiembre de 2023. Actualmente está en preparación para realizar su 5.ª misión en la SpaceX Crew-8 prevista para febrero de 2024. |      |
|        | C207      | Resilience   | Tripulación | Activa            | 2      | 170 días, 5 horas y 32 minutos                 | Primera versión de producción, se usó en las misiones Crew-1 e Inspiration 4. Actualmente está en preparación para realizar su 3.ª misión en la Polaris Dawn prevista para 2024. |      |
|        | C208      | S/N          | Carga       | Activa            | 4      | 133 días                                       | Primera nave Cargo Dragon 2, utilizada en las misiones SpaceX CRS-21, SpaceX CRS-23 en agosto de 2021, SpaceX CRS-25 en julio de 2022 y SpaceX CRS-28 en junio de 2023. |      |
|        | C209      | S/N          | Carga       | Activa            | 3      | 101 días                                       | Segundo Cargo Dragon 2, utilizado en las misiones SpaceX CRS-22, en la misión SpaceX CRS-24 en diciembre de 2021 y SpaceX CRS-27 de marzo a abril de 2023 |      |
|        | C210      | Endurance    | Tripulación | Acoplada a la ISS | 3      | 334 + 609 días, 7 horas, 39 minutos (en curso) | Segunda nave fabricada en la fase de producción, usada en las misiones SpaceX Crew-3 y SpaceX Crew-5 en 2021 y 2022 respectivamente. actualmente en órbita con la SpaceX Crew-7 (en curso). |      |
|        | C211      | S/N          | Carga       | Activa            | 1      | 46 días                                        | Utilizada en la misión SpaceX CRS-26 el 26 de noviembre de 2022. Actualmente prevista para la SpaceX CRS-29 en noviembre de 2023. |      |
|        | C212      | Freedom      | Tripulación | Activa            | 2      | 180 días                                       | Utilizada por primera vez en la misión SpaceX Crew-4 lanzada en abril de 2022. Su segundo vuelo fue la misión Axiom Mission 2 en mayo de 2023.Actualmente está en preparación para realizar su 3.ª misión en la Axiom Mission 3 prevista para enero de 2024. |      |

## Lista de vuelos
A septiembre de 2023 esta es la lista de vuelos realizados y programados, de los listados hay nueve tripulados de los cuales siete son de la NASA (el de prueba y seis misiones operacionales), y dos privados contratados por Axiom Space y Space Adventures.
| Misión                          | Insignia                        | Cápsula             | Fecha de lanzamiento                  | Fecha de aterrizaje               | Descripción | Tripulación/Carga | Resultado         |
| Vuelos de prueba                | Vuelos de prueba                | Vuelos de prueba    | Vuelos de prueba                      | Vuelos de prueba                  | Vuelos de prueba | Vuelos de prueba | Vuelos de prueba  |
| ------------------------------- | ------------------------------- | ------------------- | ------------------------------------- | --------------------------------- | --- | --- | ----------------- |
| Prueba de Aborto en Plataforma  |                                 | C201 DragonFly      | 6 de mayo de 2015                     | 6 de mayo de 2015                 | Prueba de Aborto en Plataforma en la Estación de la Fuerza Aérea de Cabo Cañaveral, Florida. | N/A | Éxito             |
| Demo-1                          |                                 | C204                | 2 de marzo de 2019                    | 8 de marzo de 2019                | Vuelo de prueba no tripulado de la Crew Dragon, se acopló a la ISS el 3 de marzo de 2019 a las 08:50 UTC; retornó el 8 de marzo de 2019 a las 05:32 UTC. | N/A | Éxito             |
| Prueba de Aborto en Vuelo       |                                 | C205.1              | 19 de enero de 2020                   | 19 de enero de 2020               | Se utilizó la cápsula originalmente diseñada para la Demo-2. | N/A | Éxito             |
| Demo-2                          |                                 | C206.1 Endeavour    | 30 de mayo de 2020                    | 2 de agosto de 2020               | Primera prueba tripulada de la Crew Dragon, el vuelo se extendió por encima de las dos semanas originales para permitir que la tripulación apoye las operaciones de la ISS, incluyendo participar en cuatro paseos espaciales. La misión duró 63 días, 23 horas y 25 minutos y se mantuvo acoplada a la estación durante 63 días, 9 horas y 8 minutos. | - Douglas Hurley - Robert Behnken | Éxito             |
| Vuelos operacionales tripulados |                                 |                     |                                       |                                   | | |                   |
| Crew-1                          |                                 | C207.1 Resilience   | 16 de noviembre de 2020 00:27 UTC     | 2 de mayo de 2021                 | Llevó a cuatro astronautas en una misión de seis meses. Puesto que Roscosmos todavía no ha certificado la cápsula esta no llevó un cosmonauta a bordo, por ello se añadió un tercer astronauta en su lugar. | - Michael Hopkins - Victor Glover - Soichi Noguchi - Shannon Walker | Éxito             |
| Crew-2                          |                                 | C206.2 ♺ Endeavour  | 23 de abril de 2021, 09:49:02 UTC     | 9 de noviembre de 2021, 03:33 UTC | Llevó a cuatro astronautas a la ISS en una misión de seis meses. La NASA acordó con SpaceX reutilizar el cohete y la cápsula Endeavour para este vuelo. | - R. Shane Kimbrough - K. Megan McArthur - Akihiko Hoshide - Thomas Pesquet | Éxito             |
| Inspiration4                    |                                 | C207.2 ♺ Resilience | 16 de septiembre de 2021              | 18 de septiembre de 2021          | La primera misión totalmente civil en órbita. El vuelo alcanzó una órbita de 585 km km y la tripulación realizó experimentos científicos y médicos y actividades de divulgación pública durante 3 días. Primer vuelo orbital independiente Crew Dragon y primer vuelo con cúpula.                                                                      | - Jared Isaacman - Sian Proctor - Hayley Arceneaux - Christopher Sembroski | Éxito             |
| Crew-3                          |                                 | C210.1 Endurance    | 11 de noviembre de 2021, 02:03:31 UTC | 6 de mayo de 2022, 04:43 UTC      | Llevó cuatro astronautas a la ISS en una misión de seis meses. La NASA acordó con SpaceX reutilizar el cohete y la cápsula para este vuelo. | - Raja Chari - Thomas Marshburn - Matthias Maurer - Kayla Barron | Éxito             |
| AX-1                            |                                 | C206.3 ♺ Endeavour  | 8 de abril de 2022                    | 25 de abril de 2022               | Primer vuelo de Crew Dragon contratado por Axiom Space. Primer vuelo totalmente privado a la ISS, con Miguel López-Alegría como astronauta profesional de Axiom, Eytan Stibbe para realizar experimentos educativos para un viaje de 10 días, Larry Connor y Mark Pathy, ambos a la cabeza de empresas de inversión.                                   | - Miguel López-Alegría - Larry Connor - Mark Pathy - Eytan Stibbe | Éxito             |
| Crew-4                          |                                 | C212.1 Freedom      | 27 de abril de 2022                   | 14 de octubre de 2022             | El cuarto vuelo de rotación de tripulación para la ISS bajo el contrato del CCP. | - Kjell N. Lindgren - Bob Hines - Samantha Cristoforetti - Jessica Watkins | Éxito             |
| Crew-5                          |                                 | C210.2 ♺ Endurance  | 5 de octubre de 2022                  | 12 de marzo de 2023               | El quinto vuelo contratado CCP. La cosmonauta rusa Anna Kikina, forma parte de los vuelos de intercambio Dragon-Soyuz que garantizan que ambos países tengan presencia en la estación, en el caso de que los vehículos estén inmovilizados durante un período prolongado.                                                                              | - Nicole Aunapu Mann - Josh Cassada - Koichi Wakata - Anna Kikina | Éxito             |
| Crew-6                          |                                 | C206.4 ♺ Endeavour  | 27 de febrero de 2023                 | 4 de septiembre de 2023           | El último de los 6 primeros vuelos de rotación de tripulación para la ISS bajo el contrato del CCP-1 de SpaceX. | - Stephen Bowen - Warren Hoburg - Sultan Al Neyadi - Andrey Fedyaev | Éxito             |
| AX-2                            |                                 | C212.2 ♺ Freedom    | 21 de mayo de 2023                    | 31 de mayo de 2023                | Segundo vuelo de Crew Dragon contratado por Axiom Space. Segundo vuelo totalmente privado a la ISS, con Peggy Whitson como astronauta profesional de Axiom, un piloto americano, y dos ciudadanos saudíes. | - Peggy Whitson - John Shoffner - Rayyanah Barnawi - Ali Alqarni | Éxito             |
| Crew-7                          |                                 | C210.3 ♺Endurance   | 26 de agosto de 2023                  | 12 de marzo de 2024               | El primero de los tres vuelos de rotación de tripulación para la ISS bajo el contrato del CCP-2 del Crew-7 al Crew-9. | - Jasmin Moghbeli - Andreas Mogensen - Satoshi Furukawa - Konstantin Borisov | Éxito             |
| AX-3                            |                                 | C212.3 ♺ Freedom    | 18 de enero de 2024                   | 9 de febrero de 2024              | Tercer vuelo de Crew Dragon contratado por Axiom Space. Tercer vuelo totalmente privado a la ISS | - Michael López-Alegría - Walter Villadei - Alper Gezeravci - Marcus Wandt | Éxito             |
| Crew-8                          |                                 | C206.5 ♺ Endeavour  | 4 de marzo de 2024                    | 25 de octubre de 2024             | Segundo de los tres vuelos de rotación de tripulación para la ISS bajo el contrato del CCP-2 firmado a finales de 2021 del Crew-7 al Crew-9. | - Michael R. Barratt - Matthew Dominick - Jeanette J. Epps - Alexander Grebenkin | Éxito             |
| Polaris Dawn                    |                                 | C207.3 ♺ Resilience | 10 de septiembre de 2024              | 15 de septiembre de 2024          | La primera misión del Programa Polaris de SpaceX. Segundo vuelo orbital independiente de la Crew Dragon. | - Jared Isaacman - Scott Poteet - Sarah Gillis - Anna Menon | Éxito             |
| Crew-9                          |                                 | C212.3 ♺ Freedom    | 28 de septiembre de 2024              | 18 de marzo de 2025               | Último de los tres vuelos de rotación de tripulación para la ISS bajo el contrato del CCP-2 firmado a finales de 2021 del Crew-7 al Crew-9. | - Nick Hague - Aleksandr Gorbunov - Barry E. Wilmore Solo regreso - Sunita Williams Solo regreso | Éxito             |
| Crew-10                         |                                 | C210.4 ♺Endurance   | 18 de marzo de 2025                   | Julio de 2025 (Previsión)         | Primero de los cinco vuelos adicionales contratados con SpaceX dentro del CCP-3 que comienzan con el Crew-10. | - Anne McClain - Nichole Ayers - Takuya Onishi - Kirill Peskov | Acoplada a la ISS |
| Fram2                           | Archivo:Fram2 mission patch.png | C207.4 ♺ Resilience | 1 de abril de 2025                    | 4 de abril de 2025                | Bautizada como Fram2 en referencia y sucesión al barco de exploración polar Fram , la misión tiene como objetivo estudiar los polos de la Tierra y su entorno espacial. | - Chun Wang - Jannicke Mikkelsen - Rabea Rogge - Eric Philips | Éxito             |
| AX-4                            |                                 | C213.1 TBD          | 29 de mayo de 2025 (Previsión)        | junio de 2025 (Previsión)         | Cuarto vuelo de Crew Dragon contratado por Axiom Space. Cuarto vuelo totalmente privado a la ISS. En abril de 2023 el Director de la ESA anunció que en 2024 en un vuelo de Axiom Space, volaria un astronauta de la ESA de Suecia. | - Peggy Whitson - Shubhanshu Shukla - Sławosz Uznański - Tibor Kapu | Planificado       |
| Crew-11                         |                                 | TBA                 | Julio de 2025 (Previsión)             | Febrero de 2026 (Previsión)       | Segundo de los cinco vuelos adicionales contratados con SpaceX dentro del CCP-3 que comienzan con el Crew-10. | - Zena Cardman - Michael Fincke - Kimiya Yui - Oleg Platanov | Planificado       |
| Crew-12                         |                                 | TBA                 | TBA                                   | TBA                               | Tercero de los cinco vuelos adicionales contratados con SpaceX dentro del CCP-3 que comienzan con el Crew-10. | - TBD - TBD - TBD - TBD | Planificado       |
| Dragon Polaris II Dawn          |                                 | TBA                 | TBA                                   | TBA                               | Segundo de los tres vuelos planeados en el programa POLARIS de SpaceX. Último vuelo dentro del programa que utilizará la Crew Dragon, pasando a usarse en un futuro la Starship. | - TBA - TBA - TBA - TBA | Planificado       |
| Crew-13                         |                                 | TBA                 | TBA                                   | TBA                               | Cuarto de los cinco vuelos adicionales contratados con SpaceX dentro del CCP-3 que comienzan con el Crew-10. | - TBD - TBD - TBD - TBD | Planificado       |
| Crew-14                         |                                 | TBA                 | TBA                                   | TBA                               | Último de los cinco vuelos adicionales contratados con SpaceX dentro del CCP-3 que comienzan con el Crew-10. | - TBD - TBD - TBD - TBD | Planificado       |
| Vuelos operacionales de carga   |                                 |                     |                                       |                                   | | |                   |
| CRS-21                          |                                 | C208.1              | 6 de diciembre de 2020                | 14 de enero de 2021               | Primera misión de SpaceX dentro del contrato CRS-2 con la NASA. Primer vuelo de la variante de carga "Cargo Dragon 2". | Llevó el módulo de esclusa Bishop de Nanoracks a la ISS, junto con 6.400 libras de carga. | Éxito             |
| CRS-22                          |                                 | C209.1              | 3 de junio de 2021 17:29 UTC          | 9 de julio de 2021 15:30 UTC      | Segundo vuelo de la Cargo Dragon 2 a la ISS. | Transportó a la Estación Espacial dos de los nuevos sistemas de paneles solares iROSA, el 1A Y 2A para su instalación sobre los paneles principales mediante EVA,s. | Éxito             |
| CRS-23                          |                                 | C208.2 ♺            | 29 de agosto de 2021 07:14:49 UTC     | 1 de octubre de 2021 02:57 UTC    | Tercer vuelo de la Cargo Dragon 2 a la ISS. | N/A | Éxito             |
| CRS-24                          |                                 | C209.2              | 21 de diciembre de 2021               | 23 de enero de 2022               | Cuarto vuelo de la Cargo Dragon 2 a la ISS. | N/A | Éxito             |
| CRS-25                          |                                 | C208.3 ♺            | 15 de julio de 2022                   | 20 de agosto de 2022              | Quinto vuelo de la Cargo Dragon 2 a la ISS. | N/A | Éxito             |
| CRS-26                          |                                 | C211.1              | 26 de noviembre de 2022               | 9 de enero de 2023                | Sexto vuelo de la Cargo Dragon 2 a la ISS. | Transporto en el maletero 2 paneles solares iROSA, el 3A y 4A. | Éxito             |
| CRS-27                          |                                 | C209.3              | 15 de marzo de 2023                   | 15 de abril de 2023               | Séptimo vuelo de la Cargo Dragon 2 a la ISS. | N/A | Éxito             |
| CRS-28                          |                                 | C208.4              | 5 de junio de 2023                    | 29 de junio de 2023               | Octavo vuelo de la Cargo Dragon 2 a la ISS. | N/A | Éxito             |
| CRS-29                          |                                 | C211.2              | 10 de noviembre de 2023               | 22 de diciembre de 2023           | Noveno vuelo de la Cargo Dragon 2 a la ISS. | N/A | Éxito             |
| CRS-30                          |                                 | C209.4              | 21 de marzo de 2024                   | 30 de abril de 2024               | Décimo vuelo de la Cargo Dragon 2 a la ISS. | N/A | Éxito             |
| CRS-31                          |                                 | C208.5              | 5 de noviembre de 2024                | 17 de diciembre de 2024           | Decimoprimer vuelo de la Cargo Dragon 2 a la ISS. | N/A | Éxito             |
| CRS-32                          |                                 | C211.3              | 21 de abril de 2025 (Previsión)       |                                   | Decimosegundo vuelo de la Cargo Dragon 2 a la ISS. | La carga incluye una nueva batería de investigaciones científicas centradas en navegación robótica (SVGS-2), calidad del aire en microgravedad, nuevos materiales farmacéuticos (proyecto DNA Nano Therapeutics-Mission 2 y ADSEP-ICC) y métodos de cultivo más sostenibles. | Planificado       |
| CRS-33                          |                                 | TBA                 | TBA                                   |                                   | Decimotercer vuelo de la Cargo Dragon 2 a la ISS. | N/A | Planificado       |
| CRS-34                          |                                 | TBA                 | TBA                                   |                                   | Decimocuarto vuelo de la Cargo Dragon 2 a la ISS. | N/A | Planificado       |
| CRS-35                          |                                 | TBA                 | TBA                                   |                                   | Decimoquinto vuelo de la Cargo Dragon 2 a la ISS. | N/A | Planificado       |

* NET: Not Earlier Than ("No Antes De")

### Línea del tiempo
La Crew Dragon ha volado cinco misiones operacionales dentro del Programa de Tripulación Comercial. La Cargo Dragon ha hecho seis misiones.

### Vuelos cancelados
Space Adventures contrató a SpaceX para realizar un vuelo de cinco días siguiendo una órbita elíptica. Dicho vuelo se habría realizado en 2022 llevando a cuatro tripulantes a una altura mayor que la de la ISS y superando el récord establecido por la Gemini 11 en 1966. En octubre de 2021, Space Adventures declaró que el contrato había expirado y no se ejecutaría pero mantuvieron abierta la posibilidad de trabajar en un futuro con SpaceX. Los objetivos de la misión se alinean con los del actual programa Polaris Dawn, que se espera que arranque no antes de 2023.